# Paphiopedilum appletonianum
Paphiopedilum appletonianum es una especie de la familia de las orquídeas. 

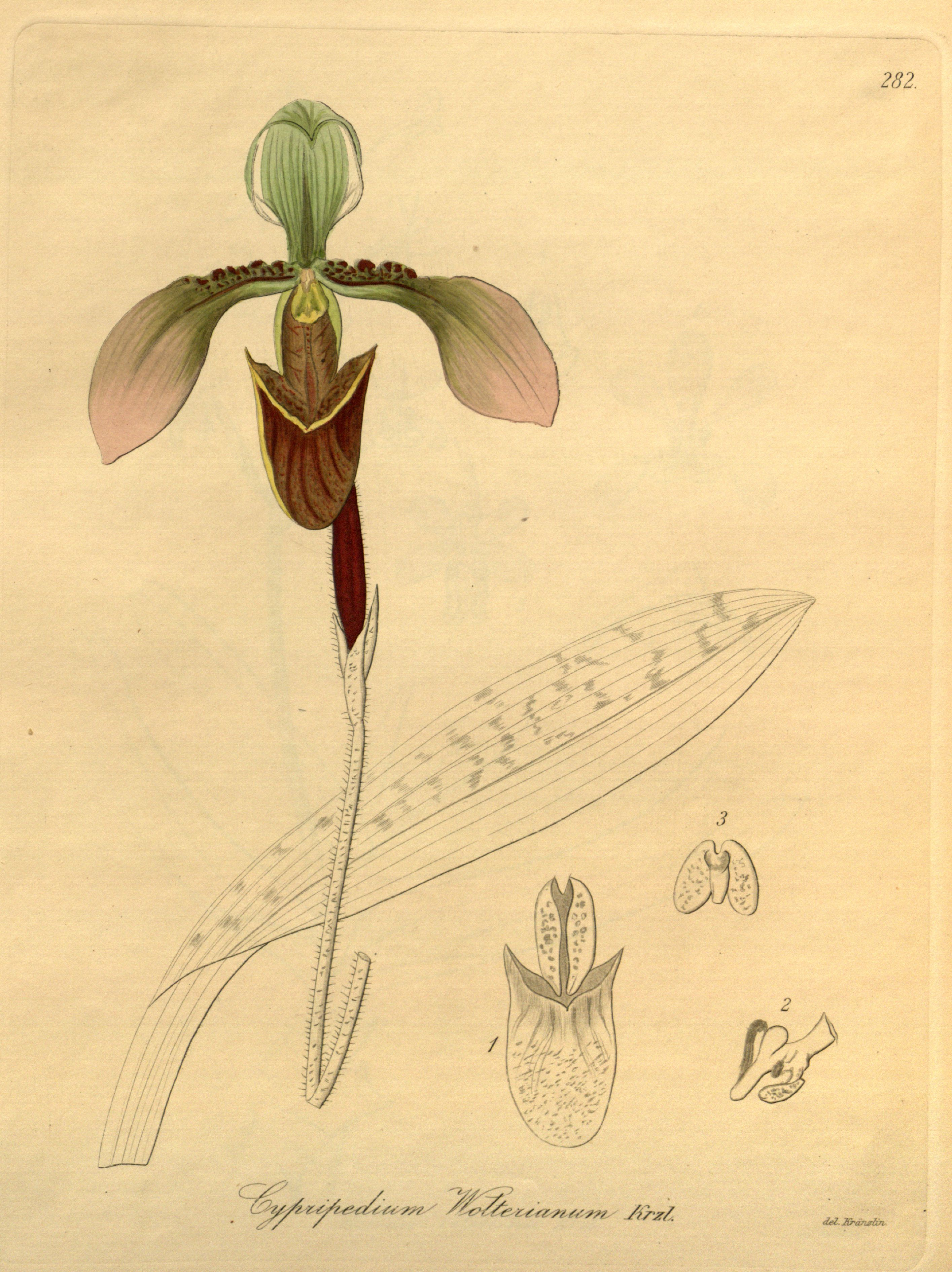
Litografía

## Descripción
Es una orquídea de tamaño pequeño o mediano, de hábito terrestre u ocasionalmente litófita que prefiere el clima caliente al fresco. Tiene de 6 a 8 hojas, estrechamente elípticas a oblongo elípticas, subagudas a obtusas en el ápice, verdes con manchas pálidas y oscuras. Florece en el invierno y la primavera con 1 o 2 flores por inflorescencia terminal erecta,de 20 a 50 cm de largo, con brácteas ciliadas florales.

## Distribución
Se encuentra en China, Vietnam del Sur, Tailandia, Laos y Camboya, en el humus entra hierbas en los suelos de silicato, mantillo y rocas cubiertas de musgo debajo de los árboles con sombra profunda en los bosques de tierras bajas perennes y bosques nublados primarios de las tierras altas en elevaciones de 700 a 2000 metros. 

## Taxonomía
Paphiopedilum appletonianum fue descrita por (Gower) Rolfe y publicado en Orchid Review 4: 364. 1896.
Etimología
Paphiopedilum (Paph.): , nombre genérico que deriva de las palabras griegas: "Paphia": de "Paphos", epíteto de "Venus" y "pedilon" = "sandalia" ó "zapatilla" aludiendo a la forma del labelo como una zapatilla.
appletonianum; epíteto otorgado en honor de Appleton, un inglés entusiasta de las orquídeas de los años 1800.
Sinonimia
- Cordula appletoniana (Gower) Rolfe
- Cypripedium appletonianum Gower
- Cypripedium bullenianum var. appletonianum (Gower) Rolfe
- Cypripedium wolterianum Kraenzl.
- Paphiopedilum angustifolium R.F.Guo & Z.J.Liu
- Paphiopedilum cerveranum Braem
- Paphiopedilum cerveranum f. viride (Braem) Braem
- Paphiopedilum hainanense Fowlie
- Paphiopedilum hookerae subsp. appletonianum (Gower) M.W.Wood
- Paphiopedilum puberulum S.P.Lei & J.Yong Zhang
- Paphiopedilum robinsonii f. viride Braem
- Paphiopedilum tridentatum S.C.Chen & Z.J.Liu
- Paphiopedilum wolterianum (Kraenzl.) Pfitzer[3][4]
- Cypripedium poyntzianum O'Brien 1894;
- Cypripedium waltersianum Kranzlin 1898;[1]